# Bindstyckemetoden
Bindstyckemetoden eller bindstycksgjutning är en äldre metod inom gjutning och främst metallgjutning. Metoden används för tillverkning av gjutformar när syftet är att tillverka gjutdetaljer med oregelbundna former eller avancerade mönster. Till exempel fingrar på en hand eller ett konstföremål med tredimensionella ornamenteringar. Bindstyckemetoden är därför vanlig inom konstgjutning och framtagning av ornamentgjutgods. När metoden används kallas gjutformens bitar för bindstycken vilka binds samman med järntråd eller liknande innan smältan hälls i formen.

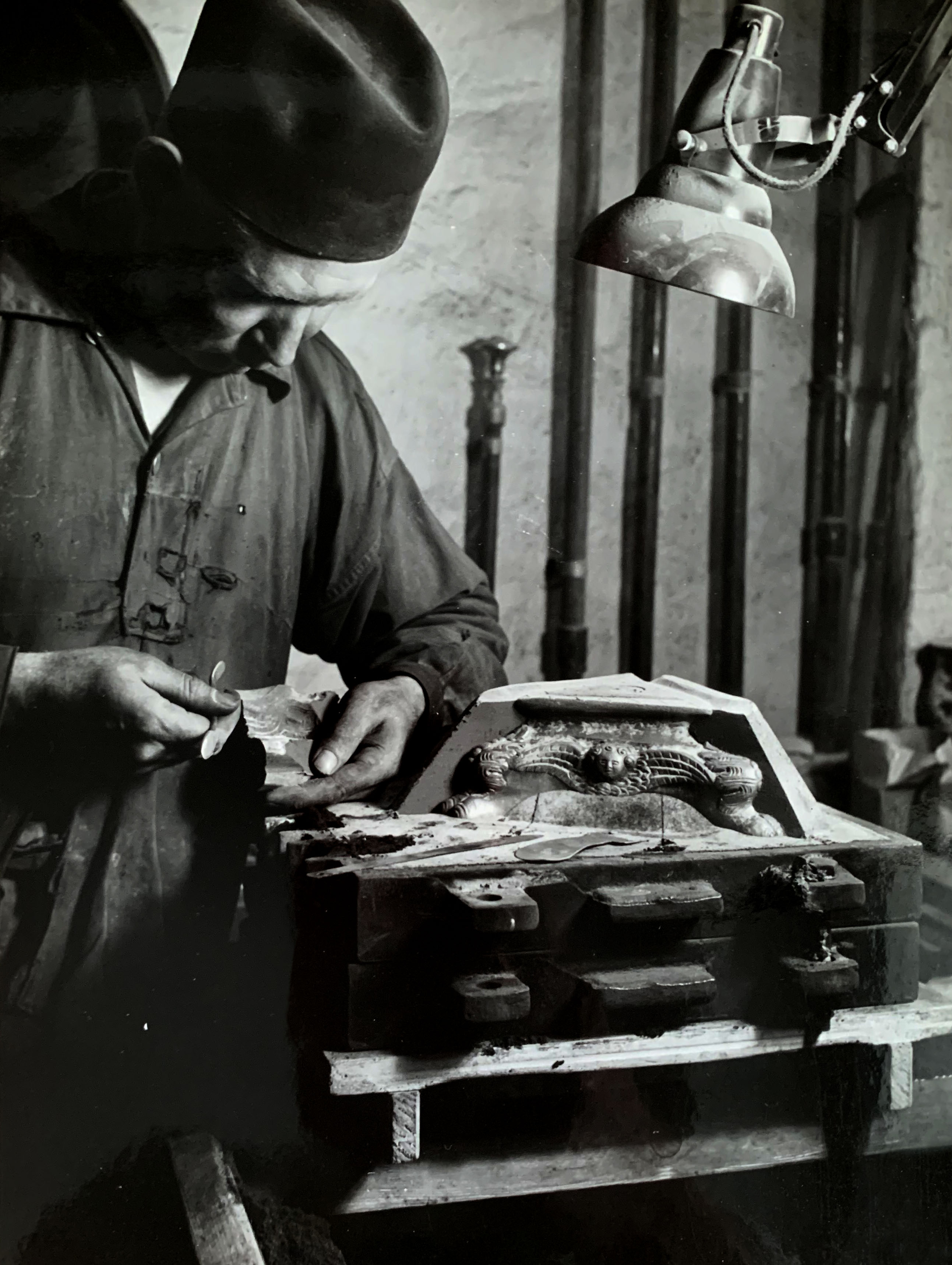
Metallgjuteri, bindstycksarbete, tillverkning av fot till ljusstake, Bröderna Malmströms metallvarufabrik i Malmö (1946).

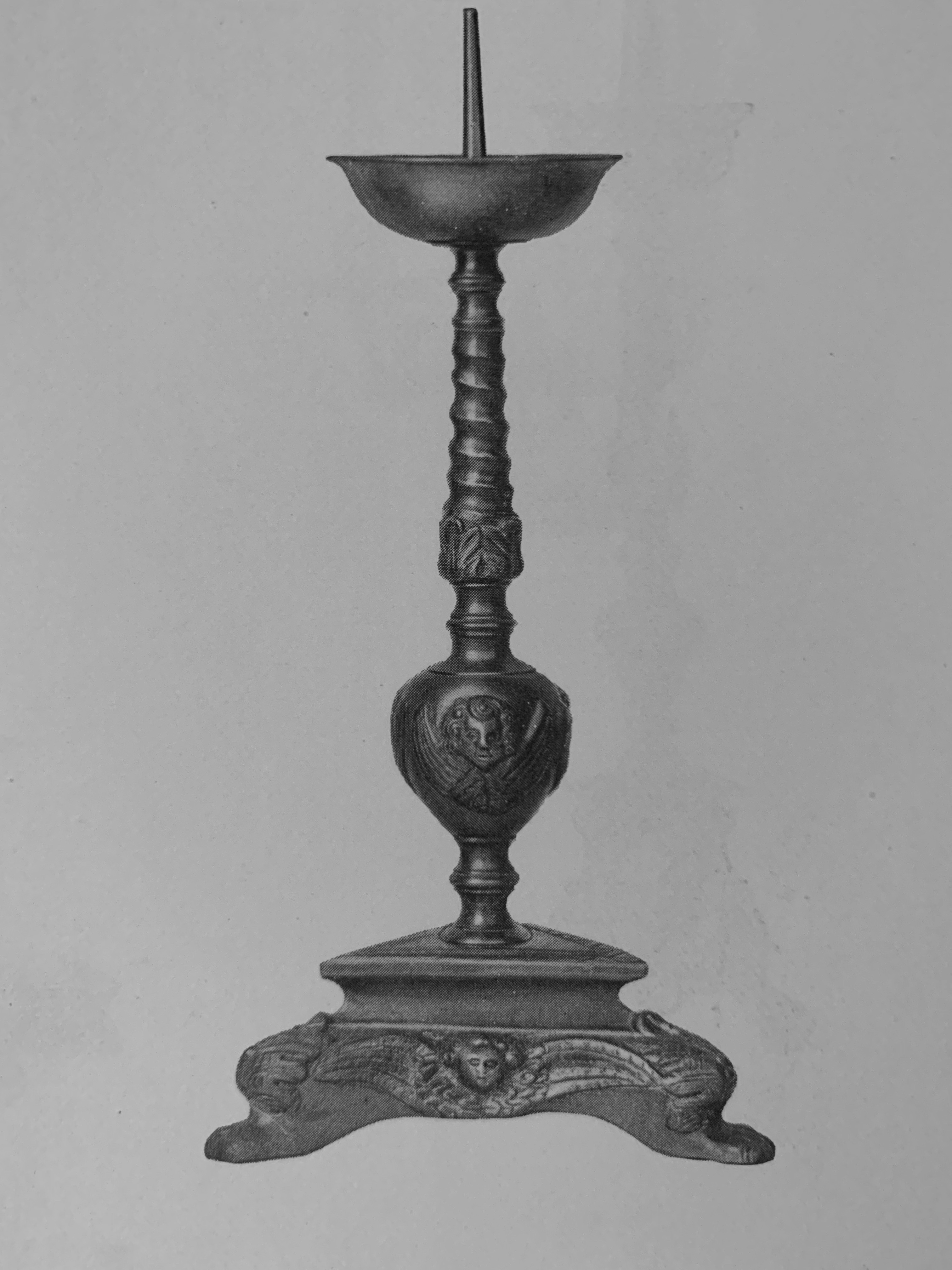
Den färdiga produkten, golvljusstake, gjuten mässing, antikbehandlad.

När bindstyckena avlägsnas från den stelnade gjutdetaljen kan de lämna gjutsömmar efter sig. Dessa gjutsömmar avslöjar var skarvarna mellan bindstyckena varit. Ofta är gjutdetaljen efterbearbetad av en gördelmakare så att gjutsömmarna är borta. Annars kan sömmarna sitta kvar och berätta något om att bindstyckemetoden har använts.
Det går att se på föremål från yngre bronsålder att bindstyckemetoden använts. Till exempel på spännbucklor från den tiden. Konstruktören och industrimannen Samuel Owen införde bindstyckemetoden i sitt gjuteri utanför Norberg i början av 1800-talet.
Till skillnad från metoden cire perdue där gjutformen måste slås sönder för att få ut gjutdetaljen kan gjutformar av bindstycken användas flera gånger. Bindstycksgjutning har slutat användas som metod inom industrin.